# Cyclophora hubneraria
Cyclophora hubneraria är en fjärilsart som beskrevs av Adrian Hardy Haworth 1802. Cyclophora hubneraria ingår i släktet Cyclophora och familjen mätare. Inga underarter finns listade i Catalogue of Life.